# Dactinomicina

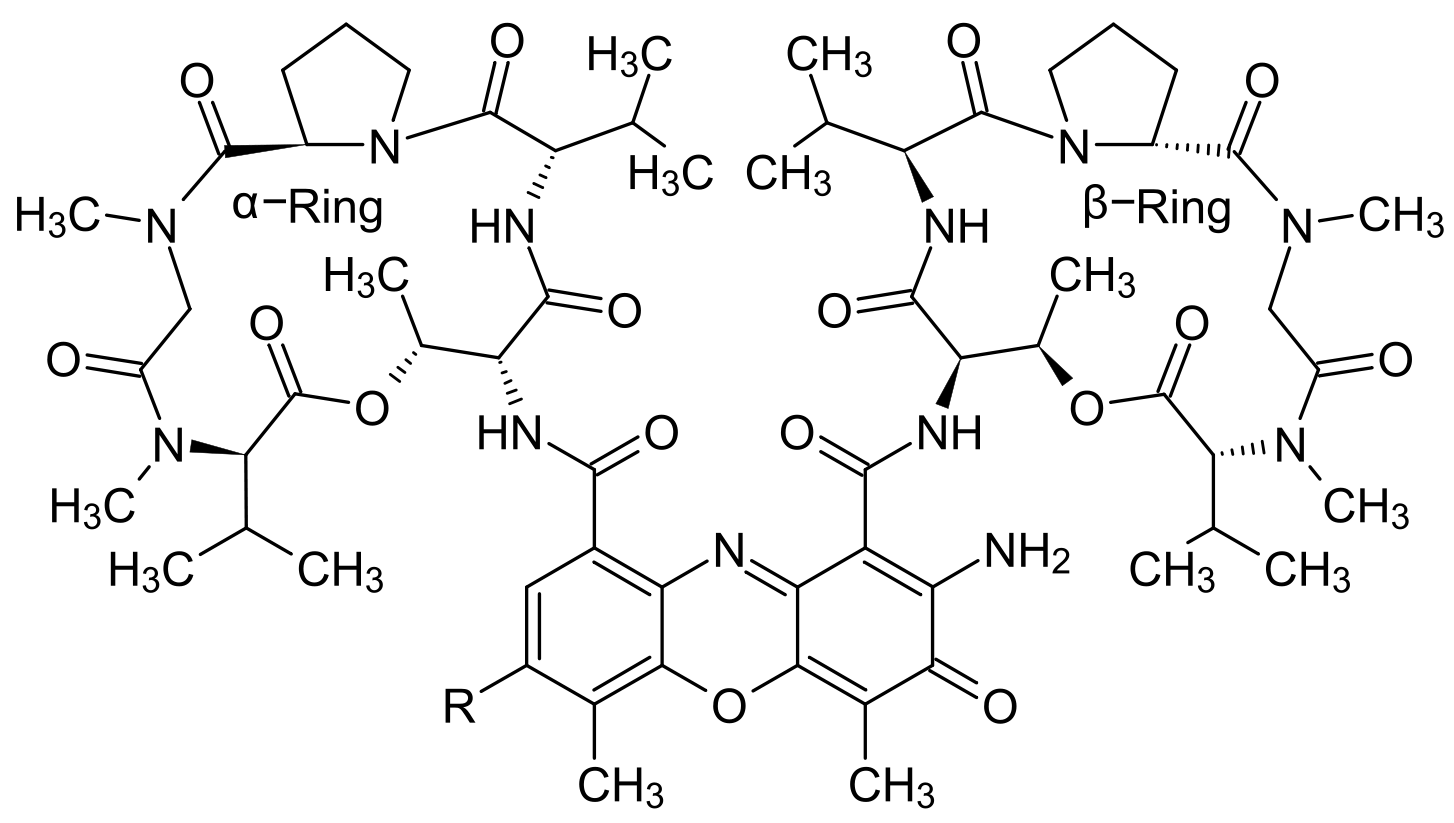
Estrutura molecular de uma actinomicina.

Dactinomicina é um fármaco utilizado pela medicina como antineoplásico. É um derivado de Streptomyces parvulus, sendo constituído por actinomicinas.